# Spoon (gruppo musicale)
Gli Spoon sono un gruppo indie rock statunitense proveniente da Austin (Texas), esponenti della musica underground.

## Storia
Formatosi nel 1994 dall'incontro tra il cantante Britt Daniel e il batterista Jim Eno durante una festa a Kimbolton Avenue, il gruppo scelse il nome Spoon in onore di una band tedesca degli anni settanta, i Can, il cui maggiore singolo era appunto Spoon, brano anche colonna sonora del film Das Messer.
Nel 1996, il gruppo firmò per la Matador Records e lanciò il suo primo album, Telephono.
Successivamente gli Spoon passarono alla Elektra Records nel 1998, registrando l'album A Series of Sneaks.
Dal 2000 la loro etichetta discografica fu la Merge Records, per la quale pubblicarono l'EP Love Ways (2000), Girls Can Tell (2001) e Kill the Moonlight (2002).
Dopo una pausa di alcuni anni, il 10 maggio 2005 esce Gimme Fiction, sempre per la Merge Records che vende più di 160 000 copie e porta la band al numero 1 della top 200 della Billboard alternative chart.
Nel 2006 entrano nella colonna sonora del film Vero come la finzione (titolo originale Stranger than Fiction) con le canzoni The Book I Write, The Way We Get By, My Mathematical Mind, Vittorio E. e I Turn My Camera On.
Nel 2007 il brano The Underdog anticipa il nuovo lavoro Ga Ga Ga Ga Ga, ancora per la Merge Records.

## Formazione
- Britt Daniel - voce e chitarra, basso, tastiere e percussioni
- Jim Eno - batteria e percussioni
- Alex Fischel - tastiere, chitarra e seconda voce
- Gerardo Larios - chitarra, tastiere e seconda voce

## Discografia

### Album studio
- 1996 - Telephono (Matador Records)
- 1998 - A Series of Sneaks (Elektra Records)
- 2001 - Girls Can Tell (Merge Records)
- 2002 - Kill the Moonlight (Merge Records)
- 2005 - Gimme Fiction
- 2007 - Ga Ga Ga Ga Ga (Merge Records)
- 2010 - Transference (Merge Records)
- 2014 - They Want My Soul (Loma Vista Recordings)
- 2017 - Hot Thoughts (Matador Records)
- 2022 - Lucifer on the Sofa (Matador Records)

### EP
- 1994 - Nefarious (EP, Fluffer)
- 1997 - Soft Effects (EP, Matador Records)
- 2000 - Love Ways (EP, Merge Records)
- 2002 - Home: Volume IV (Split EP, Post-Parlo)
- 2003 - Got Nuffin
- 2017 - Get nice

### Singoli
- 1996 - All the Negatives Have Been Destroyed (7"/CD5)
- 1996 - Not Turning Off (7")
- 1998 - 30 Gallon Tank (7"/CD5 promo)
- 1998 - Anticipation (7")
- 1998 - The Agony of Laffitte (CD5, Saddle Creek)
- 2001 - Anything You Want (7"/CD5)
- 2001 - Everything Hits at Once (CD5)
- 2001 - Car Radio/Advance Cassette (CD5)
- 2002 - Text Later/Shake It Off (split 7")
- 2002 - Someone Something (7")
- 2002 - Kill the Moonlight
- 2002 - Jonathon Fisk (CD5)
- 2003 - Stay Don't Go (CD5)
- 2003 - The Way We Get By (CD5)
- 2005 - I Turn My Camera On (7"/CD5)
- 2005 - My First Time, Vol. 3
- 2005 - Sister Jack (solo UK e USA, 7"/CD5)
- 2007 - The Underdog (7"/CD5)
- 2014 - Do You